# Alvarvägstekel
Alvarvägstekel (Arachnospila alvarabnormis) är en stekelart som först beskrevs av Wolf 1965.  Alvarvägstekel ingår i släktet Arachnospila, och familjen vägsteklar. Enligt den svenska rödlistan är arten starkt hotad i Sverige. Arten förekommer på Öland och Svealand. Artens livsmiljö är jordbrukslandskap, stadsmiljö.